# 拉吉斯拉夫·赫拉瓦切克
拉吉斯拉夫·赫拉瓦切克（捷克語：Ladislav Hlaváček，1925年6月26日—2014年4月21日），捷克男子足球运动员，司职前锋。他曾代表捷克斯洛伐克国家队参加1954年国际足联世界杯，结果队伍止步小组赛阶段。